# Хон Хюн Сок
Хон Хюн Сок (кор. 홍현석, нар. 16 червня 1999, Сеул) — південнокорейський футболіст, півзахисник німецького клубу «Майнц 05».
Виступав, зокрема, за клуби «Унтергахінг», «Юніорс», ЛАСК (Лінц) та «Гент», а також національну збірну Південної Кореї.

## Клубна кар'єра
Народився 16 червня 1999 року в місті Сеул. Вихованець футбольної школи клубу «Ульсан Хьонде».
У дорослому футболі дебютував 2018 року виступами за команду «Унтергахінг», у якій провів один сезон, взявши участь у 7 матчах чемпіонату. 
Своєю грою за цю команду привернув увагу представників тренерського штабу клубу «Юніорс», до складу якого приєднався 2019 року. Відіграв за команду з Пашинга наступні два сезони своєї ігрової кар'єри. Більшість часу, проведеного у складі «Юніорс», був основним гравцем команди.
У 2021 році уклав контракт з клубом ЛАСК (Лінц), у складі якого провів наступний рік своєї кар'єри гравця.  Граючи у складі ЛАСКа також здебільшого виходив на поле в основному складі команди.
До складу клубу «Гент» приєднався 2022 року. Станом на 31 серпня 2023 року відіграв за команду з Гента 41 матч в національному чемпіонаті.

## Виступи за збірні
У 2014 році дебютував у складі юнацької збірної Південної Кореї (U-17), загалом на юнацькому рівні взяв участь у 9 іграх.
У 2022 році залучався до складу молодіжної збірної Південної Кореї. На молодіжному рівні зіграв у 4 офіційних матчах.
У 2023 році дебютував в офіційних матчах у складі національної збірної Південної Кореї.